# GL04P
GL04P (じーえるぜろよんぴー) は、華為技術日本によって開発された、イー・アクセスによるLong Term Evolution（LTE）通信サービスEMOBILE LTEに対応したモバイルWi-Fiルータ端末である。EMOBILE G4の他、USB接続でのデーター通信が使えるようになったほか、UE Category4にも対応した。

## 概要
GL01Pの後継機である。
電池パック交換は、ユーザが行うことができず、有償の預かり修理にて対応する。パソコンに直接接続してモデムの形でつかうことができるようになった他、カラーバリエーションもブラックの1色からブラック、ホワイト、レッドの3色に増やされた。
UE Category 4対応のため、2018年2月以降は、エリアが対応でき次第順次、下り最大112.5Mbpsでの通信に対応できる予定(スペック上は、下り最大150Mbpsの通信は可能だが、旧・ワイモバイルは、1800MHz帯は15MHz幅×2しか割当されていないため、下り最大112.5Mbpsとなる)。

## 歴史
- 2012年7月6日 -  発売開始